# Austrofascismo
Austrofascismo (en alemán: Austrofaschismus) es un término usado comúnmente por algunos historiadores para describir el régimen autoritario gobernante en Austria entre los años 1934 y 1938. Dicho gobierno estaba basado en el partido Vaterländische Front (Frente Patriótico) y su milicia paramilitar Heimwehr. Este régimen fue conocido como Ständestaat ("Estado Corporativo").

## Origen
El Frente Patriótico fue un partido político fundado en mayo de 1933 por el político austriaco Engelbert Dollfuss, un carismático admirador de Benito Mussolini, quien tras llegar al poder como jefe de gobierno trató de estimular el nacionalismo extremo dentro de Austria oponiéndose a todo proyecto de fusión con Alemania. Así, el Vaterländische Front sostuvo una ideología de derecha muy conservadora y nacionalista, apegada a los valores tradicionales de la Iglesia católica, confesión religiosa mayoritaria en Austria. 
Originalmente Dollfuss era un líder del partido socialcristiano pero ante el empuje de los partidos de izquierda como el socialdemócrata, adoptó políticas más conservadoras, en lo cual fue seguido por gran parte de su partido. Cuando en mayo de 1932 los socialcristianos fueron elegidos como gobierno, Dolfuss quedó como canciller de Austria, pero con una débil mayoría en el parlamento.

## Ascenso al poder
En cuanto se supo en Austria de la elección de Adolf Hitler como canciller en la vecina Alemania, los derechistas austriacos aprovecharon las inquietudes de la clase política austriaca para imponerse como un régimen autoritario. Las elecciones parlamentarias de 1932 habían dejado al régimen de Engelbert Dollfuss con una débil mayoría parlamentaria, basada en una coalición de los socialcristianos con el conservador partido Landbund y el nacionalista Heimwehr. 
El parlamento austriaco cayó en una seria crisis el 4 de marzo de 1933 cuando dejó de funcionar por pleitos entre los partidos debido a cuestiones de procedimiento, ante lo cual Dollfuss advirtió la oportunidad de imponer un régimen autoritario. Para conjurar la crisis el régimen apeló a una ley de emergencia de 1916 (la "Ley de Autoridad Económica de Guerra") por la cual se permitía al jefe de gobierno regir el país mediante decretos y sin intervención parlamentaria.
Dollfuss declaró el 7 de marzo que el parlamento se había "autodisuelto", mientras los diputados opositores socialistas y centristas no se decidían a unir esfuerzos para superar la crisis. El 15 de marzo los parlamentarios opositores trataron de volver a sus escaños y reiniciar las sesiones pero Dollfuss lo evitó enviando a la policía para impedirles la entrada, mientras los diputados adictos al régimen aceptaban la "autodisolución".

## Gobierno
De inmediato el régimen adoptó una serie de políticas contrarias al liberalismo y al parlamentarismo que habían regido la vida política del país, devolvió a la Iglesia católica su influencia en la instrucción pública, anuló el laicismo educativo y hostigó a la oposición, ordenando la disolución del partido comunista y del nacionalsocialista en junio del mismo año. Los socialcristianos, que apoyaron a Dollfuß y acordaron apoyar estas medidas, fundaron el Vaterländisches Front en mayo de 1933.

Bandera del "Frente Patriótico" de Austria

Los socialdemócratas austriacos habían creado hacía años una milicia armada, la Republikanischer Schutzbund, pero pronto ésta debió competir con la Heimwehr, que había devenido en la milicia de los ultraderechistas del Vaterländisches Front. La desmoralización cundía entre las filas de la Schutzbund cuando el régimen de Dollfuss ordenó su desarme y disolución, por la aparente falta de reacción de los líderes socialdemócratas. 
Cuando los socialdemócratas trataron de oponerse por la fuerza a una requisa policial en Linz el 12 de febrero de 1934, estalló una revuelta armada de los socialdemócratas en Viena y Graz, así como en otras localidades. Las milicias rivales de la Heimwehr y de la Schutzbund se enfrentaron violentamente en una breve guerra civil, hasta que las tropas gubernamentales intervinieron en contra de los socialdemócratas y así el 16 de febrero la Schutzbund fue vencida.

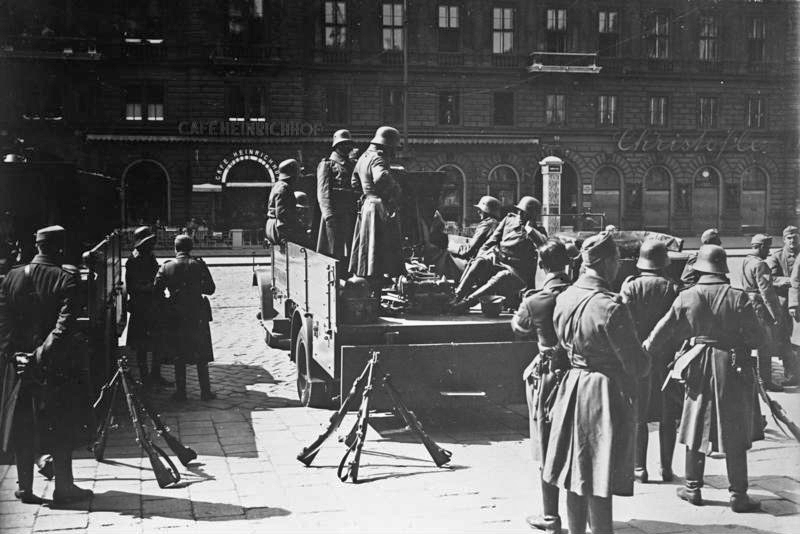
Soldados gubernamentales en Viena, durante la Guerra Civil Austríaca.

Tras este triunfo, Dollfuß pudo promulgar la Constitución del 1 de mayo de 1934, llamada Maiverfassung, estableciendo en Austria un Estado corporativo que seguía el modelo de la Italia fascista, con una grave reducción de las libertades públicas. No obstante, el canciller Dollfuß murió asesinado poco después en un intento de golpe de Estado ejecutado por simpatizantes nazis en Viena el 25 de julio de 1934. 
Tras estos hechos, Dollfuß fue sucedido en el cargo por Kurt Schuschnigg, un exmiembro del partido Christlichsoziale Partei (Partido Social Cristiano), que se integró en el Vaterländische Front tras adherirse a su prédica ultranacionalista, siguiendo Schuschnigg las políticas de su antecesor.
La ideología del gobierno estaba basada en el fascismo italiano y clerical, lo que en la práctica significó reemplazar la Constitución democrática y el parlamentarismo vigentes, por un régimen autoritario llamado Ständestaat, eliminando todo vestigio de liberalismo y de secularismo, tratando de lograr la adhesión de la Iglesia católica local. Un pilar de la doctrina del régimen consistía en reafirmar la diferencia entre Austria y Alemania, atendiendo a las tradiciones culturales del país y a que la filiación religiosa predominante entre la población austriaca era el catolicismo (mientras que el protestantismo era seguido por una exigua minoría), esto explicaba que el régimen buscase continuos acercamientos con el clero católico para legitimar sus políticas autoritarias. 
En cuanto a la economía, el austrofascismo era partidario del estatismo y del corporativismo pero sin cuestionar la propiedad privada, imitando en ello a la Italia fascista. El régimen también se apoyaba en una oposición tajante al comunismo y al socialismo, manifestada por la represión continua de sindicatos marxistas, con el fin de ganar aplausos al régimen entre el clero católico austriaco. 
No obstante, pese a sus ideas derechistas y nacionalistas el Vaterländische Front no practicaba el antisemitismo (que era un componente clave del nazismo alemán), ni alentaba la persecución contra la numerosa comunidad judía austriaca, mientras el "Austrofascismo" se adhería fuertemente a los valores religiosos tradicionales, elementos que lo distanciaban del Tercer Reich.
Además del partido único, el régimen austriaco copió otras organizaciones de los sistemas fascistas alemán e italiano, como la que ordenaba el tiempo libre de la población (Kraft durch Freude en Alemania y Opera Nazionale Dopolavoro en Italia), llamada Neues Leben («Nueva vida»), que se fundó en 1936. También se creó una organización de fomento de la maternidad, la Mütterschutzwerk («Acción defensiva de las madres») en 1934 y, en 1937, un remedo de las SS hitlerianas, las brigadas de asalto del Frente Patriótico (Sturmkorps). Contaba asimismo con una organización juvenil estatal, la Österreichisches Jungvolk (ÖJV). Al igual que las dos dictaduras vecinas, el Gobierno controlaba estrechamente tanto la prensa —censurada desde el 7 de marzo de 1933, poco después de que Dollfuss disolviese el Parlamento— como la instrucción pública. En febrero de 1934, se expulsó a los maestros afiliados a los sindicatos socialistas y se los sustituyó por miembros del Frente; aquellos que pertenecían a los sindicatos socialcristianos o pangermanos mantuvieron sus puestos, pero se los obligó a ingresar en el Frente. La educación religiosa, obligatoria para todos aquellos bautizados como católicos, quedó en manos de la Iglesia católica, según lo estipulado en el concordato de 1934.
El Gobierno prohibió la prensa comunista en mayo de 1933, la nacionalsocialista en junio y la socialista en febrero de 1934. Desde octubre de 1933, los periódicos extranjeros que apoyasen a alguno de los partidos opositores, deslegalizados, quedaron retirados de la circulación. En julio de 1936, aumentó el control gubernamental con la creación de una cámara de prensa, que controlaba las publicaciones y las licencias que permitían publicar. A comienzos de 1937 y de nuevo imitando a italianos y alemanes, se creó un Ministerio de Propaganda, que reunió a la oficina de prensa estatal con la de propaganda. La prensa pangermana, la única permitida junto con la favorable a los socialcristianos, quedó vigilada mediante un sistema estatal de inspectores, asignados a la redacción de cada periódico. Todos los diarios debían publicar la propaganda del Frente Patriótico.

## Extinción
Este "fascismo" trataba a su vez de utilizar el nacionalismo austríaco como arma para frenar el pangermanismo nazi que amenazaba desde 1933 el pequeño país, pero fracasó en su empeño en tanto el nazismo alemán empezó a ganar adeptos rápidamente entre la población austriaca, hasta convertirse en una fuerza política de importancia. El expansionismo del Tercer Reich empezó a causar inestabilidad en Austria mediante ataques terroristas, manifestaciones violentas, y tumultos callejeros causados por nazis locales que propugnaban la absorción de Austria por Alemania.
Tras años de violentas pugnas con los nazis locales, y con la amenaza de una guerra civil provocada por el Tercer Reich desde inicios de 1938, el austrofascismo dejó de existir con la anexión de Austria por la Alemania nazi el 13 de marzo de 1938.